# 山崎 (ウイスキー)
山崎（やまざき）は、サントリー山崎蒸溜所が製造し、サントリー（二代目、旧・サントリースピリッツ/サントリービール/サントリー酒類〈二代目〉ほか）が販売している純国産シングルモルトウイスキー（日本洋酒酒造組合の定めるジャパニーズ・ウイスキーの表示基準に合致した商品）の銘柄である。
発売当初は（初代法人）サントリー酒類株式会社が製造・発売元となっていたが、2014年10月1日に行われたグループ会社内の組織変更（改組）に伴ってサントリー酒類株式会社の蒸溜酒部門が分割されてサントリースピリッツ株式会社が設立された。これにより、本品はサントリースピリッツ株式会社の扱いとなった。また、2015年1月1日付でサントリービア&スピリッツ株式会社が（二代目法人）サントリー酒類株式会社に商号変更されていた。2022年7月1日に行われた国内酒類事業の組織再編に伴い、（二代目法人）サントリー株式会社が製造と販売を担うこととなり、同年7月製造・出荷分より同時期時点でのシリーズ全製品において、パッケージに記載されている製造者が「サントリー(株)」に名義変更された。

## ラインナップ

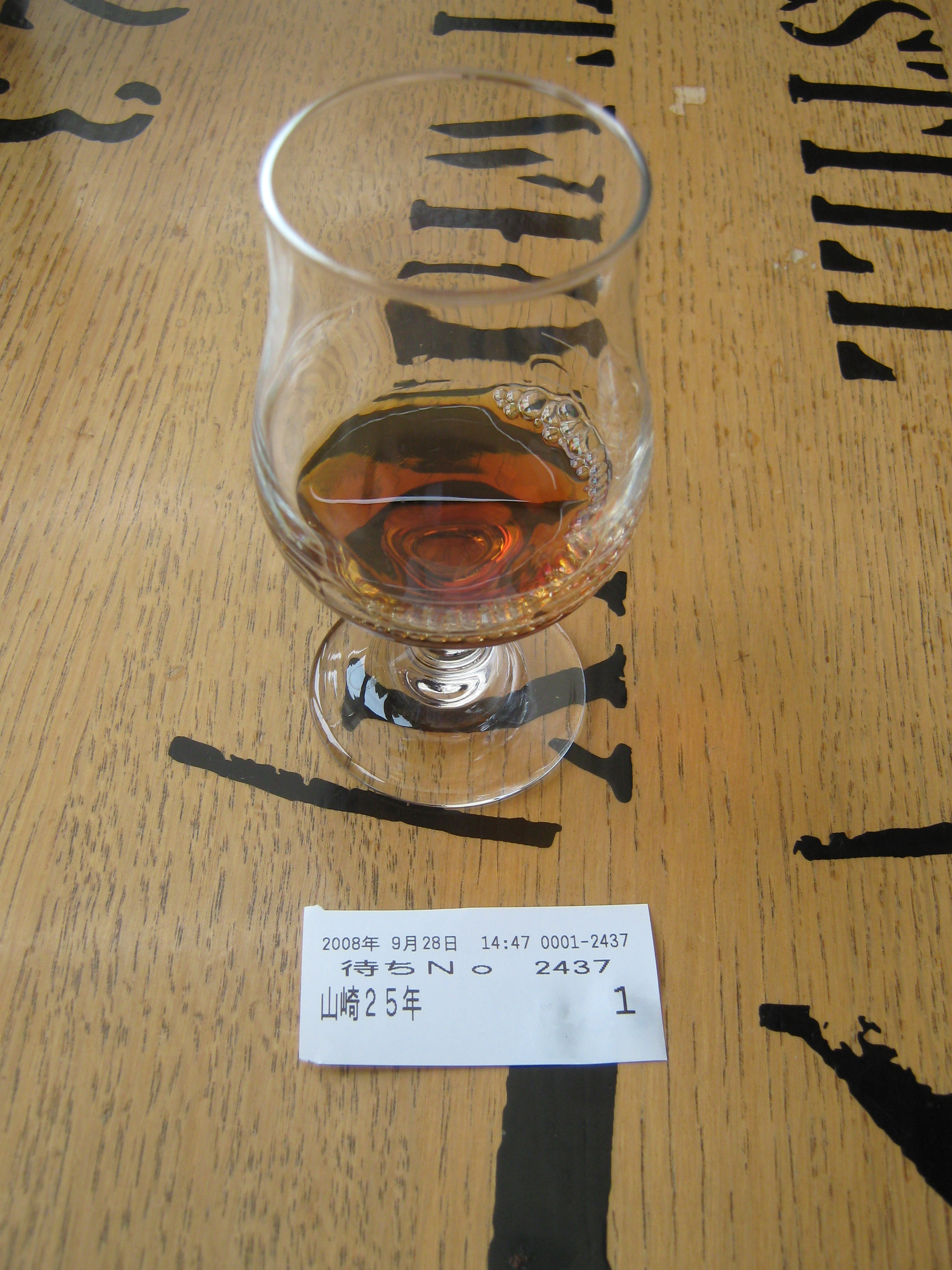
山崎25年

シングルモルトウイスキー「山崎」。発売開始は1984年。なお、後述するように蒸溜所限定販売のものやプライベートブランド扱いの製品など、公式ラインナップ外の製品も一部存在する。

### 公式ラインナップ

#### 現行品
山崎
2012年5月29日に「（新）白州」と同時発売。通称「（新）山崎」。14年ぶりに加えられたラインナップで、いわゆる"ノンエイジ"商品。ワイン樽貯蔵モルトやミズナラ樽貯蔵モルトをはじめとする複数の原酒をヴァッティング。700ml・43度 / 180ml・43度。
山崎12年
酒齢12年以上のホワイトオーク・シェリー・ミズナラの3つの樽から厳選されたモルト原酒を使用。700ml・43度 / ミニチュア瓶・50ml・43度。
山崎18年
酒齢18年以上のシェリー・ミズナラ樽原種を中心にヴァッティングし、シェリーバットの古樽で後熟した逸品。700ml・43度。
山崎25年
酒齢25年以上のシェリー樽原酒のみを厳選してヴァッティング。2016年（平成28年）5月26日から5月27日にかけて開催された第42回先進国首脳会議（伊勢志摩サミット）にて提供された。700ml・43度。

#### 限定及び終売品
山崎10年
ホワイトオークを中心とした酒齢10年以上のモルト原酒から厳選された商品。2013年3月末で出荷を終了し、店頭在庫切れをもって終売。
山崎25年リミテッドエディション
2015年8月に40万円で発売。酒齢25年を超える長期熟成のシェリー樽から厳選し、より丁寧にヴァッティング商品。木箱に収められ、帯紐で結ばれている。コレクション目的での大量購入による早期の完売を恐れてニュースリリースでは一切告知しなかった。
山崎35年
2006年6月に発売。限定数完売のため販売終了。
山崎50年
2005年5月に100万円で50本限定発売、翌日完売。2007年9月11日に50本限定発売、当日完売。2011年12月13日に150本限定発売、翌日完売。
山崎1984
ミズナラ樽原酒を中心に1984年に仕込まれた酒齢25年のモルト原酒のみを厳選。通常品とは異なり、瓶に「山崎」の墨文字をゴールドのインクで直接吹き付けている。2009年3月10日インターネット限定販売（数量限定）。現在は販売終了。
山崎シェリーウッド
「山崎シェリーカスク」の原点とも呼べる商品で、ラベルには「山崎シェリーウッドxxxx（西暦年）」と書かれている。この表記年に仕込まれたスパニッシュオーク製シェリー樽熟成原酒から10-15樽前後のみを厳選してヴァティングした商品であり、表記年によって微妙に異なる味わいが特徴。1997年に「山崎シェリーウッド1982」として最初にリリースされ、2003年にリリースされた「山崎シェリーウッド1986」を最後に、現在は販売終了。ただし、ロイズコンフェクトで販売する生チョコレートには2018年1月現在においてもその名が継承されている。
山崎シェリーカスク
インターネットにて数量限定販売。山崎モルトの中からスパニッシュオーク製のシェリー樽で熟成させた原酒のみを厳選した一品。完売後に届いたユーザーからの要望に応えて2010年8月31日に「山崎シェリーカスク2010」としてリニューアルされた。2012年までの製品は日本国内限定販売（数量限定生産、ファクトリーショップなどで販売）、2013年の製品は欧州限定販売商品（大阪の山崎蒸留所生産品、3000本を出荷）であった。2014年11月、上記『山崎シングルモルト・シェリーカスク2013（The Yamazaki Single Malt Sherry Cask 2013）』が、英ウイスキーガイドブック『ワールド・ウイスキー・バイブル2015（Whisky Bible）』において、100点満点の97.5点を獲得し世界一の座に輝いた。2016年には「山崎シェリーカスク2016」としてリニューアル。前述の「山崎シェリーカスク2013」の原酒をさらに2年熟成させたものをベースに25年以上の長期熟成シェリー樽モルトをヴァッティング。日本国内1500本限定（インターネットの抽選販売200本を含む）。
山崎パンチョン
インターネット限定販売。本数限定につき一度は販売が終了したものの、追加生産されたが、現在は販売終了。北米産ホワイトオークで作られたパンチョン樽で熟成されたモルトのみを使用。
山崎バーボンバレル
インターネットにて、「白州バーボンバレル」と同時に数量限定販売。北米産のホワイトオークをベースに、バーボンウイスキーの熟成に一回だけ用いられたバーボンバレル樽で熟成した原酒のみを厳選。
山崎ヘビリーピーテッド
2013年数量限定で発売。山崎を構成するモルト原酒の中から、スモーキータイプの原酒のみを厳選。
山崎ミズナラ
日本産のミズナラ樽に貯蔵されたモルト原酒のみから厳選された商品。数量限定商品であり、インターネットでは販売されなかった。その後、2014年4月22日に「山崎ミズナラ2014」として再発売された。
山崎リミテッドエディション（2014年-2017年）
2014年より発売。日本のお中元及びお歳暮時期向けのギフト限定商品。シェリー樽やポート樽で20年以上熟成させた希少な原酒に加え、若いアメリカンオーク樽に漬けた原酒をヴァッティングした商品。瓶にはラベルシールではなく「山崎1984」同様、「山崎」の墨文字をインクで直接吹き付けた形となっている。ボトル裏面と箱に描かれている意匠はリリース年によって異なっており、2014年度版は山崎蒸溜所全体の外観が、2015年度版は山崎蒸留所のポットスチル（蒸留釜）が描かれ、2016年度版は山崎蒸溜所の樽の貯蔵庫内を描き、2017年度版は創業当時と思われる山崎蒸溜所のキルン（乾燥塔）が描かれる。
山崎リミテッドエディション（2021年-2023年）
2021年より発売。日本のお中元及びお歳暮時期向けのギフト限定商品。12年以上熟成させたミズナラ新樽原酒を中心に、アメリカンオーク樽原酒、スパニッシュオーク原酒をヴァッティングした商品。ラベルシールは和紙を使用し、年度ごとに質感の異なるラベルとなっている。
箱に描かれている意匠は2017年までのものと同様のモチーフであるが、細部は異なっている。2021年度版は山崎蒸溜所全景が、2022年度版は山崎蒸留所のポットスチル（蒸留釜）、2023年度版は山崎蒸溜所の樽の貯蔵庫内が描かれている。
山崎 story of the distillery 2024
2024年より発売。山崎蒸溜所のものづくりやものがたりを紐解くというコンセプトで開発され、ミズナラ樽原酒やスパニッシュオーク樽原酒を中心にブレンド。カートンには2023年に改修が完了した山崎蒸溜所の全景が描かれている。
山崎55年
2020年6月30日に数量限定（100本、抽選販売扱い）で発売された。

### 公式ラインナップ外の製品
山崎蒸溜所秘蔵モルト
蒸留所などで限定販売された。ストレートヘッド釜で蒸溜、琵琶湖を望む近江エージングセラーで長期熟成させたシングルモルト。販売終了。
山崎蒸溜所 樽出原酒<15年貯蔵>
15年以上熟成させたシングルモルト。容量600ml。現在は一般販売ルートでは販売終了。
サントリー山崎蒸溜所 SINGLE MALT WHISKY
熟成年数8年から10年程度の比較的若い原酒を使用したシングルモルト。容量300ml。山崎蒸溜所限定販売、ラベルにシリアルナンバーを記載。
山崎蒸溜所12年“Watami Founder's Choice”
2007年9月発売。ワタミのプライベートブランド扱いの商品で、同社系列の店舗限定で販売される。発売当初は「Watami President Choice」という名前だったが、同社創業者の渡邉美樹が社長を退任したことに伴い、現在の名称に変更された。
近鉄限定 シングルモルトウイスキー『遷宮』
2013年9月発売。近鉄とサントリーとの共同開発商品である。平成5年に行われた伊勢神宮の式年遷宮と同じ年に蒸留されたモルトを中心に20年以上の長期熟成モルトを使用した商品。限定300本。近鉄百貨店（東大阪店とパッセを除く全店）と近鉄沿線内の一部売店や近鉄グループ内の一部宿泊施設の売店でも販売された。
シングルモルトウイスキー『山崎蒸溜所48度』（イオン限定）
2013年6月発売。限定3,000本。

## 受賞歴
| 年代   | 競技会 | 商品名                 | 賞                                     |
| ------ | ------ | ---------------------- | -------------------------------------- |
| 2003年 | ISC    | 山崎12年               | 金賞                                   |
| 2005年 | SWSC   | 山崎18年               | ダブルゴールド（最優秀金賞）           |
| 2006年 | IWSC   | 山崎18年               | トロフィー（最高賞）                   |
| 2007年 | ISC    | 山崎18年               | 金賞                                   |
| 2008年 | SWSC   | 山崎18年               | ダブルゴールド（最優秀金賞）           |
| 2009年 | SWSC   | 山崎18年               | ダブルゴールド（最優秀金賞）           |
| 2009年 | SWSC   | 山崎12年               | ダブルゴールド（最優秀金賞）           |
| 2010年 | SWSC   | 山崎18年               | ダブルゴールド（最優秀金賞）           |
| 2010年 | SWSC   | 山崎1984               | ダブルゴールド（最優秀金賞）           |
| 2010年 | ISC    | 山崎12年               | 金賞                                   |
| 2010年 | ISC    | 山崎18年               | 金賞                                   |
| 2010年 | ISC    | 山崎1984               | 金賞                                   |
| 2011年 | WWA    | 山崎1984               | ワールドベストシングルモルトウイスキー |
| 2011年 | SWSC   | 山崎18年               | ダブルゴールド（最優秀金賞）           |
| 2012年 | ISC    | 山崎18年               | トロフィー（最高賞）                   |
| 2012年 | WWA    | 山崎25年               | ワールドベストシングルモルトウイスキー |
| 2013年 | ISC    | 山崎18年               | 金賞                                   |
| 2013年 | ISC    | 山崎パンチョン2012     | 金賞                                   |
| 2013年 | ISC    | 山崎ミズナラ2012       | 金賞                                   |
| 2013年 | SWSC   | 山崎12年               | ダブルゴールド（最優秀金賞）           |
| 2013年 | SWSC   | 山崎18年               | ダブルゴールド（最優秀金賞）           |
| 2014年 | ISC    | 山崎18年               | 金賞                                   |
| 2014年 | ISC    | 山崎ミズナラ2013       | 金賞                                   |
| 2014年 | ISC    | 山崎バーボンバレル2013 | 金賞                                   |
| 2014年 | SWSC   | 山崎12年               | 金賞                                   |
| 2015年 | ISC    | 山崎ミズナラ2014       | 金賞                                   |
| 2015年 | SWSC   | 山崎18年               | ダブルゴールド（最優秀金賞）           |
| 2015年 | SWSC   | 山崎18年               | ベストアザーウイスキー賞               |
| 2015年 | SWSC   | 山崎25年               | ダブルゴールド（最優秀金賞）           |

## 歴代CM出演者
※ 2023年2月現在
現在
- （該当なし）

過去
- 小栗旬（12年、ノンエイジ）
- 萩原健一（12年） - 小栗旬と共演
- 水原希子（ノンエイジ） - 小栗旬と共演